# Station Kleszczewo Wielkopolskie
Station Kleszczewo Wielkopolskie is een spoorwegstation in de Poolse plaats Kleszczewo.